# Chytonidia albidisca
Chytonidia albidisca là một loài bướm đêm trong họ Noctuidae.